# Kolonia
Pour les articles homonymes, voir Kolonia (homonymie).
Pour l’article ayant un titre homophone, voir Colonia (homonymie).
Ne pas confondre avec Colonia, capitale de l'État de Yap.
Kolonia est la capitale de l'État de Pohnpei dans les États fédérés de Micronésie. Située sur la côte nord de l'île de Pohnpei, elle faisait partie de la commune de Nett jusqu'à la fin des années 1940 mais elle est désormais séparée. La population est de 6 068 habitants en 2010, de loin le principal centre urbain de Pohnpei et le centre commercial de l'île. Sa superficie est de 0,58 km2. Elle était aussi anciennement la capitale fédérale de la Micronésie avant le déménagement de la capitale pour Palikir en 1989.

## Démographie
| 1930 | 1958  | 1967  | 1970  | 1973  |
| ---- | ----- | ----- | ----- | ----- |
| 357  | 1 720 | 2 991 | 2 649 | 4 795 |

| 1980  | 1985  | 1994  | 2000  | 2010  |
| ----- | ----- | ----- | ----- | ----- |
| 5 549 | 6 169 | 6 660 | 5 681 | 6 074 |

## Histoire
L'histoire de Kolonia est profondément marquée par les multiples occupants étrangers de l'île de Pohnpei, et les preuves de leur présence antérieure se trouvent dans toute la ville et l'île. Traditionnellement, le centre de pouvoir de Pohnpei était à Madolenihmw, dans la partie sud-est de l'île. La région maintenant connue sous le nom de Kolonia s'appelait Mesenieng, ce qui signifie «face du vent» ou «vent de face». L'Espagne construisit d'abord la ville en 1887, en tant que capitale administrative et militaire, l'a nommant Santiago de la Ascensión. Un fort, duquel subsistent des ruines connues sous le nom de Mur espagnol, fut alors construit pour protéger le gouvernement et la garnison coloniale.
En 1899, à la suite de la guerre hispano-américaine, l'Allemagne acheta Pohnpei à l'Espagne, avec le reste des îles Caroline, et établi des bureaux de district à Kolonia. Des routes et des quais furent construits et des bâtiments érigés (un clocher d'église et un cimetière  datant de cette époque subsistent), mais la ville resta relativement petite car peu de colons allemands ou étrangers sont arrivés pour vivre sur l'île. 
Kolonia et le nord de Pohnpei ont été dévastés par un typhon en 1905.
Le Japon occupa Pohnpei durant les premières semaines de la Première Guerre mondiale ainsi que d'autres îles allemandes au nord de l'équateur. Contrairement aux occupants précédents, les Japonais amenèrent des milliers de colons en Micronésie, qui étaient même plus nombreux que la population indigène sur certaines îles. Ces colons, dont la plupart venaient d'Okinawa, ont largement étendu l'infrastructure en plus d'établir des colonies ailleurs sur Pohnpei. Les visiteurs de Kolonia dans les années 1930 ont rapporté qu'ils étaient capables de marcher le long de la rue Namiki (maintenant la rue Kaselelhie) sous les auvents des commerçants sans se mouiller sous la pluie.
Pendant la Seconde Guerre mondiale, une grande partie de Kolonia a été détruite, 118 tonnes de bombes américaines, 600 incendiaires et de l'artillerie navale ciblant les installations de la ville et de l'île. Pohnpei a été contourné lors des campagnes amphibies d'îles en îles, mais des épaves rouillées d'équipements militaires japonais, des avions et des bunkers abattus sont encore visibles dans toute l'île. La ville fut reconstruite et agrandie lorsque sous le contrôle de, d'abord, la marine américaine puis, plus tard, les administrations du département de l'Intérieur des États-Unis. 
Le référendum constitutionnel des États fédérés de Micronésie et le Pacte de libre association ont conduit à l'indépendance en 1986.
Aujourd'hui, la construction se poursuit dans diverses parties de la ville et toutes les rues principales et secondaires de Kolonia sont pavées, des panneaux de signalisation ayant été érigés. La ville de Kolonia possède des bureaux du gouvernement de l'État de Pohnpei, des écoles publiques et privées, des épiceries, des restaurants, des bars, des hôtels et des lieux de culte appartenant aux différentes confessions religieuses.
L'aéroport international de Pohnpei (code IATA: PNI) est situé sur la petite île de Deketik et est relié à Kolonia via la chaussée de Deketik.
Les États-Unis, l'Australie, la Chine et le Japon ont des ambassades à Kolonia, bien que la capitale de la Fédération se trouve maintenant à Palikir. Un certain nombre de groupes de volontaires étrangers opèrent à Kolonia, y compris le Corps de la Paix, les Volontaires Japonais de Coopération Overseas (JOCV ou JICA), WorldTeach, la Croix Rouge, le Corps des Volontaires Jésuites, les Missionnaires Mercédaires Espagnoles de Berriz, la Société de Conservation de Pohnpei (CSP), et la Pacific Missionary Aviation (PMA).

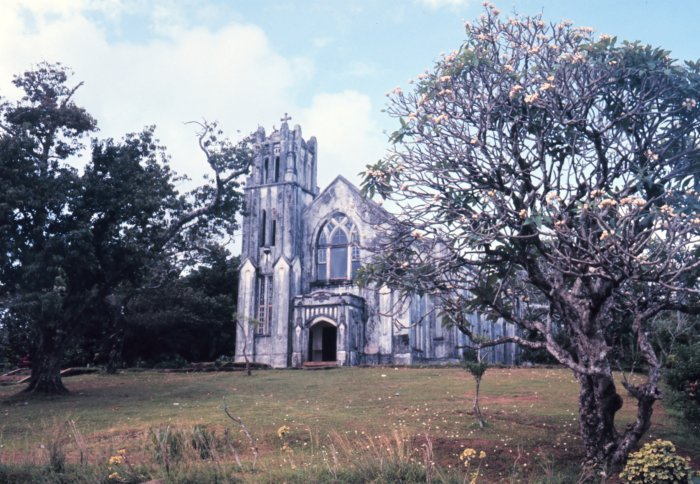
L'église catholique de Kolonia.
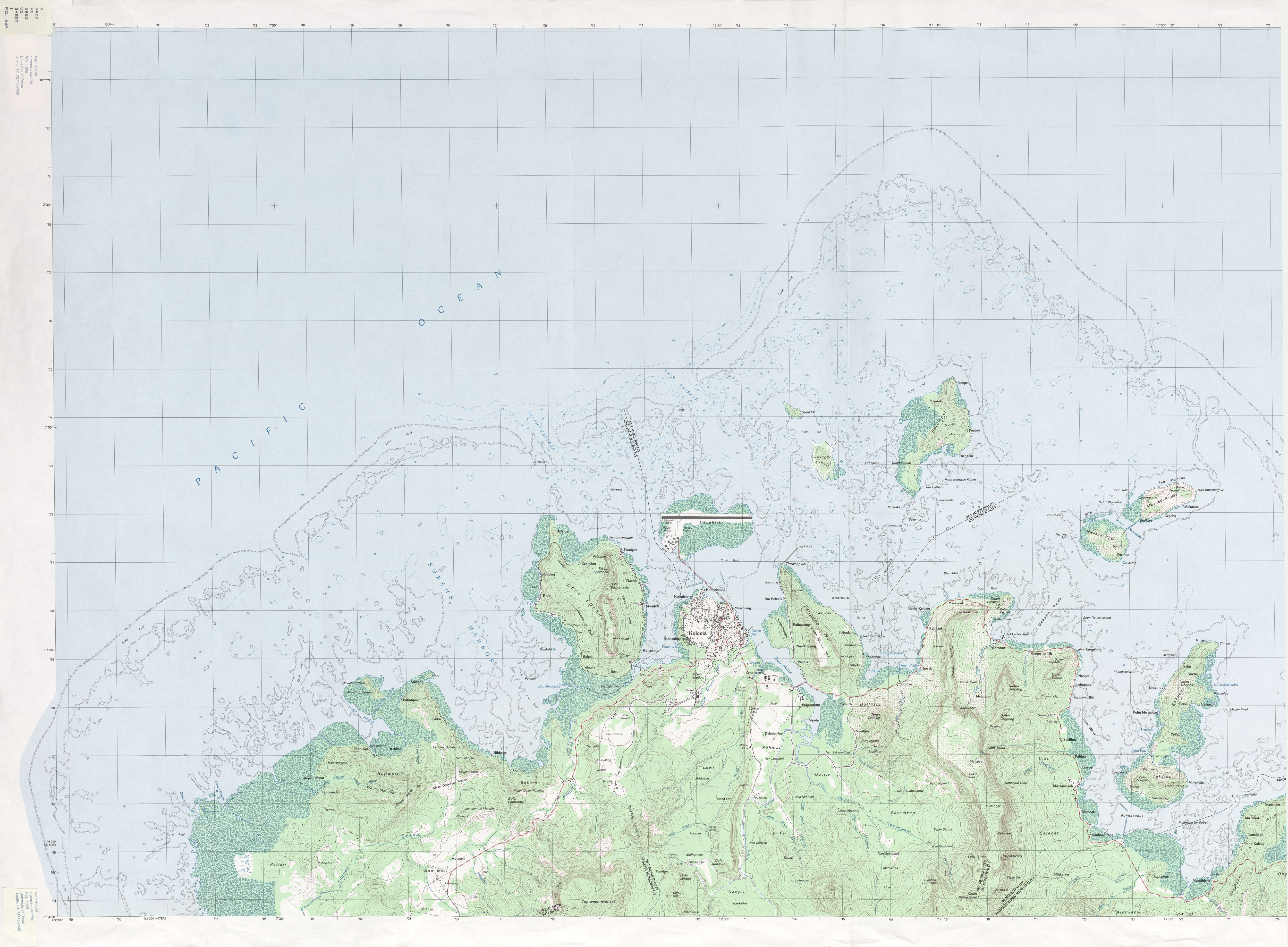
Carte du nord de Pohnpei avec Kolonia.
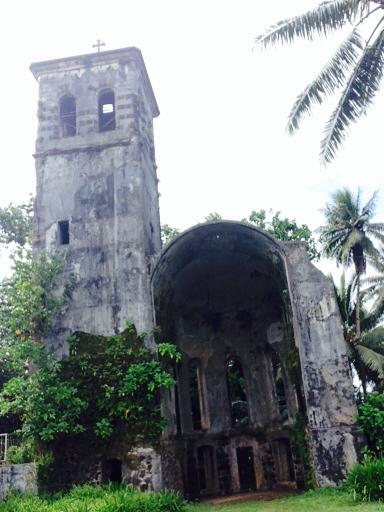
Clocher allemand